# Комсомольский сельсовет (Тамбовская область)
Комсомольский сельсовет — сельское поселение в Тамбовском районе Тамбовской области Российской Федерации.
Административный центр — посёлок совхоза «Комсомолец».

## История
Статус и границы сельского поселения установлены Законом Тамбовской области от 17 сентября 2004 года № 232-З «Об установлении границ и определении места нахождения представительных органов муниципальных образований в Тамбовской области».

## Население
| 2010  | 2012  | 2013  | 2014  | 2015  | 2016  | 2017  |
| ----- | ----- | ----- | ----- | ----- | ----- | ----- |
| 5203  | ↗5292 | ↗5423 | ↗5624 | ↗5644 | ↗5783 | ↗5945 |
| 2018  | 2019  | 2020  | 2021  |       |       |       |
| ↗6059 | ↗6174 | ↗6366 | ↗7303 |       |       |       |

## Состав сельского поселения
| № | Населённый пункт     | Тип населённого пункта          | Население |
| - | -------------------- | ------------------------------- | --------- |
| 1 | Каверин              | деревня                         | ↘106      |
| 2 | Козловка             | деревня                         | 40        |
| 3 | Крутые Выселки       | деревня                         | ↗291      |
| 4 | Малиновка 1-я        | деревня                         | ↘465      |
| 5 | Пудовкин             | посёлок                         | ↗135      |
| 6 | Роща                 | деревня                         | ↘243      |
| 7 | совхоза «Комсомолец» | посёлок, административный центр | ↘3714     |